# Axinella rosacea
Axinella rosacea är en svampdjursart som beskrevs av Addison Emery Verrill 1907. Axinella rosacea ingår i släktet Axinella och familjen Axinellidae.
Artens utbredningsområde är havet utanför Bermuda. Inga underarter finns listade i Catalogue of Life.